# Sophie-Hedwige de Brunswick-Wolfenbüttel
Sophie-Hedwige de Brunswick-Wolfenbüttel (13 juin 1592 à Wolfenbüttel – 13 janvier 1642 à Arnhem), est une duchesse de Brunswick et de Lunebourg, par la naissance et par le mariage, comtesse de Nassau-Dietz.

## Biographie
Sophie est la fille du duc Henri-Jules de Brunswick-Wolfenbüttel (1564-1613) et de sa seconde épouse, Élisabeth de Danemark (1573-1625), la fille aînée du roi Frédéric II de Danemark.
Sophie s'établit après son veuvage au château de Dietz, et réussit à minimiser les dommages causés pendant la Guerre de Trente Ans. Elle empêche le pillage et le déploiement de troupes dans la ville et le comté de Dietz par la négociation avec les commandants de l'armée. Sophie s'est fait un nom par elle-même à l'extérieur du comté quand elle se tourne vers Axel Oxenstierna en 1633 et exige une compensation pour les dommages que ses troupes ont fait à son territoire. Au niveau national, elle s'occupe de la population rurale, et il y a suffisamment de nourriture et d'eau. Lorsque Dietz est touchée par la peste de l'épidémie en 1635, elle est prête à soulager les souffrances de la population.
Sophie est calviniste, mais cela ne l'empêche pas de bénéficier de la collaboration de son beau-frère Jean-Louis de Nassau-Hadamar, qui est retourné vers le catholicisme.

## Mariage et descendance
Le 8 juin 1607, Sophie-Hedwige épouse le comte Ernest-Casimir de Nassau-Dietz (1573-1632). Seuls deux de ses enfants ont atteint l'âge adulte :
- Henri-Casimir de Nassau-Diez (1612-1640), tombé au combat lors du siège de Hulst ;
- Guillaume-Frédéric de Nassau-Dietz (1613-1664).